# Falklandoorlog
De Falklandoorlog vond in 1982 plaats tussen het Verenigd Koninkrijk en Argentinië. Inzet waren de Falklandeilanden, door Argentinië Islas Malvinas genoemd, en Zuid-Georgia.

## Geschiedkundig kader
De Falklandeilanden werden in 1592 ontdekt door de Engelsman John Davis. Hij noemde de archipel Falklands, naar de toenmalige schatbewaarder van de marine. De Fransman Louis-Antoine de Bougainville, afkomstig uit Saint-Malo, zette er voet aan wal in 1763 en noemde de eilandengroep de Îles Malouines. In 1765 vestigden de Britten er een kolonie. De Falklandeilanden werden in 1831 opgeëist door Argentinië, maar in 1833 onderstreepten de Britten hun soevereiniteit. De eilanden kwamen onder Brits gezag te staan, maar Argentinië eist ze sindsdien op.

## Achtergrond
De eilanden zijn economisch aantrekkelijk door de rijke visgronden in de omliggende wateren en de mogelijke aanwezigheid van andere hulpbronnen (onder andere aardolie) aldaar. Wie de eilanden bezit heeft het recht een EEZ van 200 zeemijl rondom te claimen. De diepere reden was echter politiek. In 1982 besloot de Argentijnse junta van Leopoldo Galtieri in te spelen op de nationalistische gevoelens bij zijn landgenoten door de Falklandeilanden te bezetten. Hij wist zo de aandacht af te leiden van interne problemen zoals de verslechterende economische situatie en onvrede over het bewind van de junta (onder andere de Vuile Oorlog). De Argentijnse legerleiding nam aan dat het Verenigd Koninkrijk, dat in die tijd ook grote economische en sociale problemen kende, niet op de bezetting zou reageren. Dit bleek een misvatting, juist ook omdat premier Margaret Thatcher de aanval wist te gebruiken om het land te verenigen en tegelijkertijd haar herverkiezing veilig te stellen.

## Militair kader

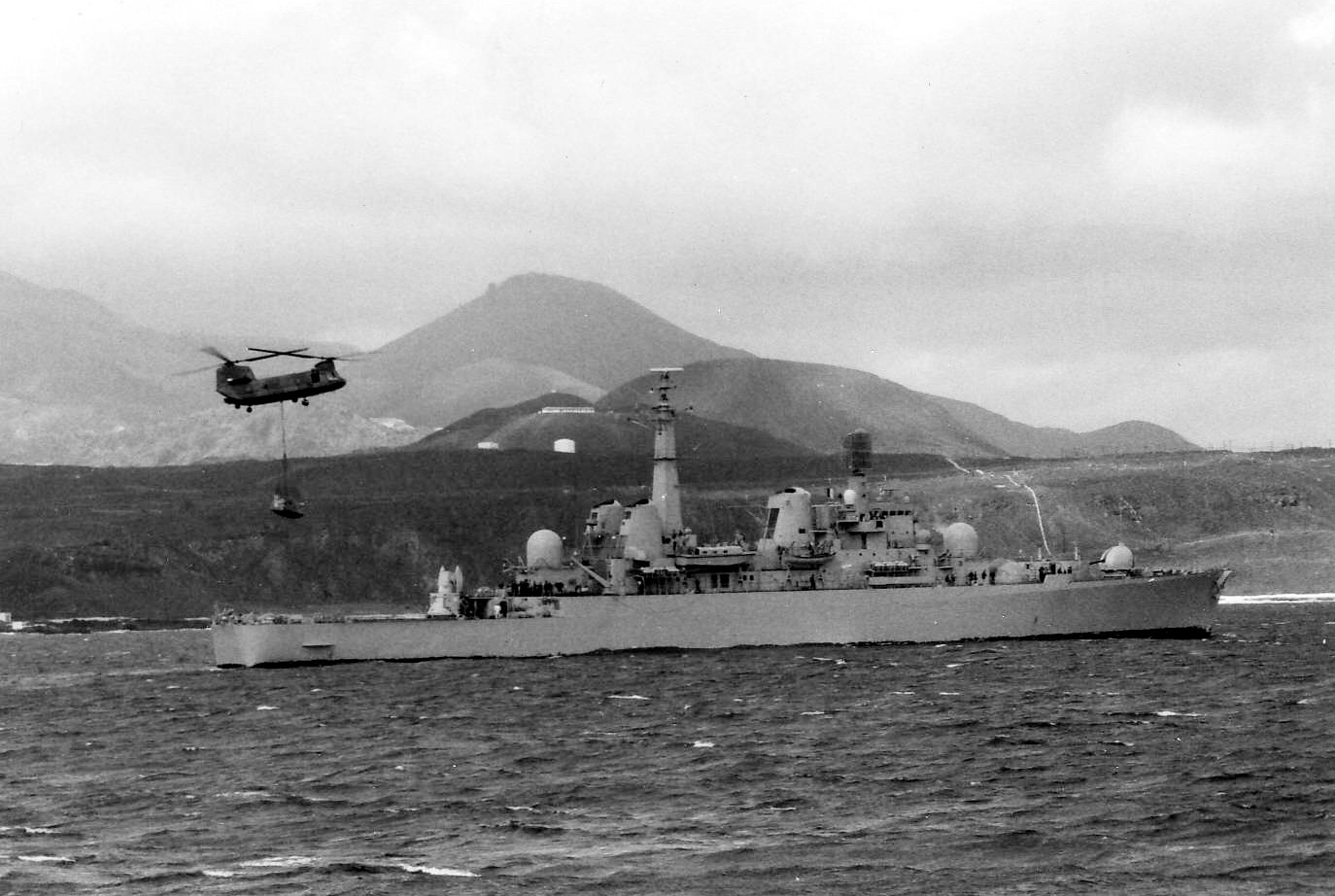
Een CH-47 Chinook bevoorraadt de HMS Bristol voor de kust van Ascension

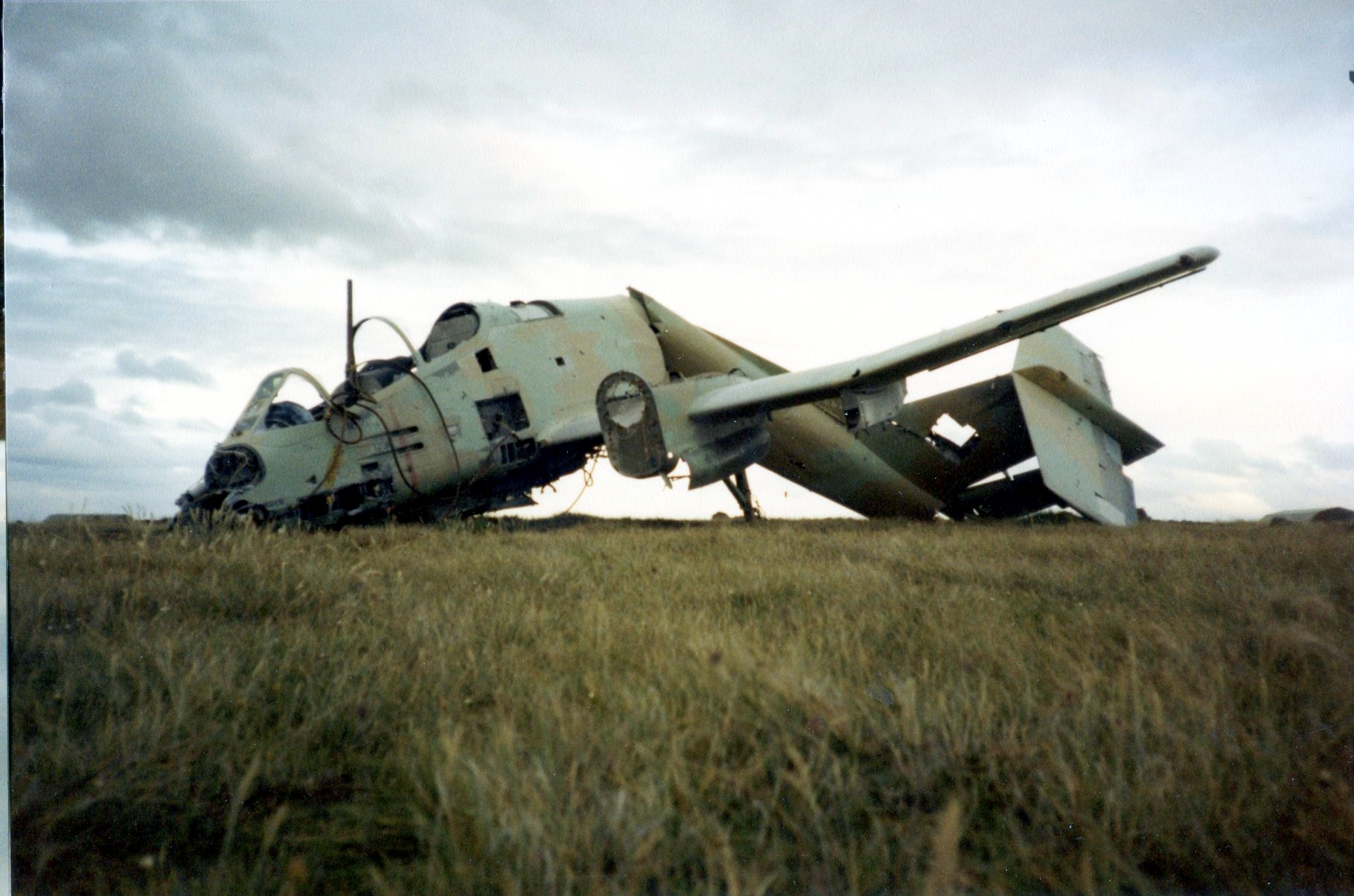
Een verwoeste Argentijnse FMA IA 58 Pucará op het vliegveld van Stanley

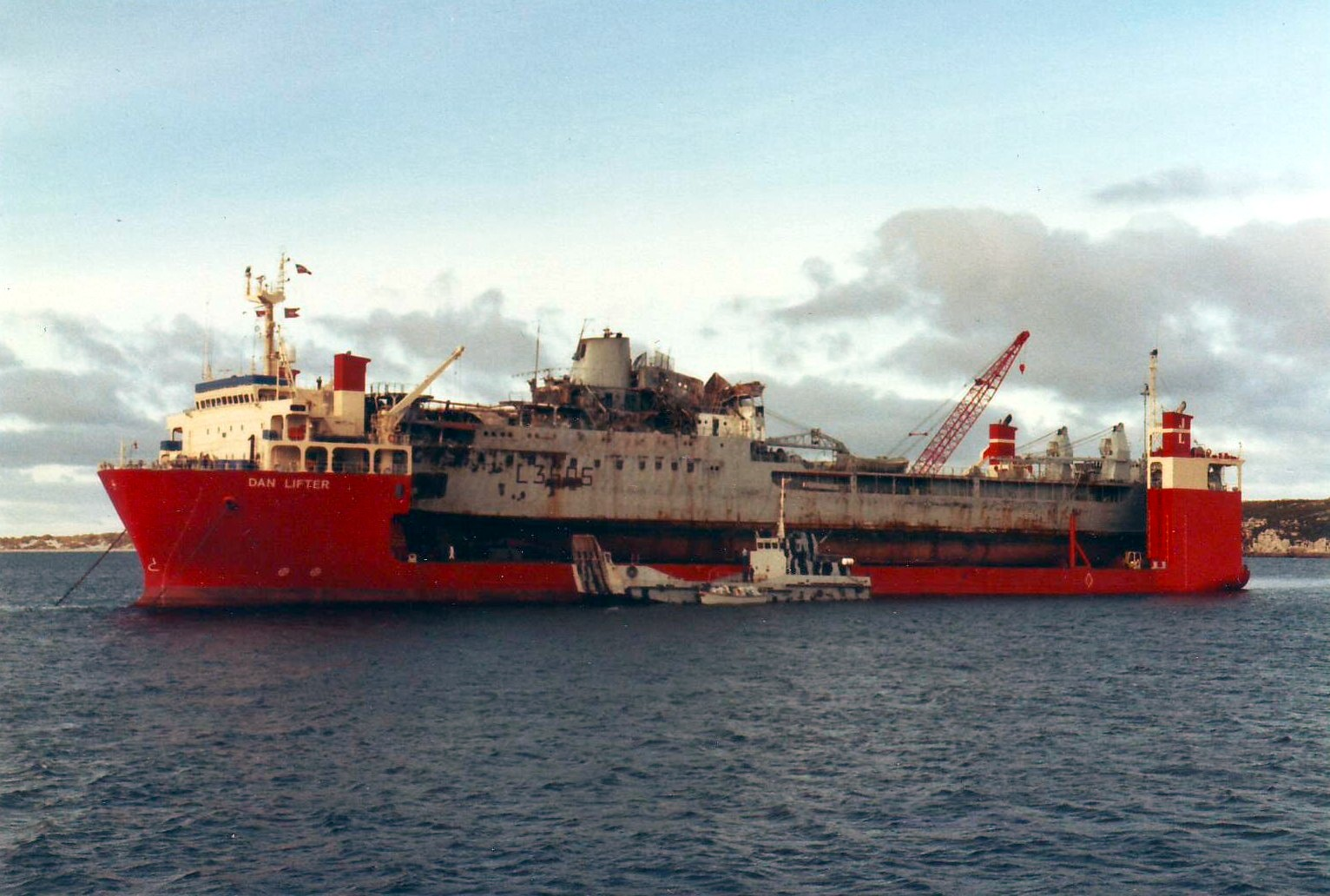
De RFA Sir Tristram wordt zwaar beschadigd gerepatrieerd

Argentinië viel op 2 april 1982 de eilanden binnen. Hierop stuurde het Verenigd Koninkrijk een speciale task force naar de eilanden om deze op de Argentijnen te heroveren. In juni landden Britse troepen op de Falklandeilanden. De Britten wisten de eilanden te heroveren. De oorlog kostte aan 649 Argentijnen en 258 Britten het leven. Door deze oorlog zijn vooral twee oorlogsschepen bekend geworden: de Argentijnse lichte kruiser ARA General Belgrano en de Britse torpedobootjager HMS Sheffield.

## Vulcan-bommenwerpers
Voor Operatie Black Buck vloog de Royal Air Force vijf missies met Avro Vulcan-bommenwerpers vanaf het eiland Ascension over 15.000 km, met zeven keer bijtanken in de lucht bij Handley Page Victor-tankvliegtuigen voor de heenvlucht en een voor de terugvlucht. Ook de tankvliegtuigen zelf moesten in de lucht bijtanken. Dat was de verste missie met bommenwerpers tot dan toe. Drie missies waren gericht tegen het vliegveld van Stanley en twee missies met AGM-45 Shrike-raketten tegen radarinstallaties.

## ARA General Belgrano
ARA General Belgrano was de voormalige Amerikaanse kruiser USS Phoenix, die de aanval op Pearl Harbor had doorstaan. Zij werd op 2 mei 1982 aangevallen door de HMS Conqueror, een Britse atoomonderzeeër, die drie torpedo's 21 inch Mark 8 mod 4 lanceerde die nog uit de Tweede Wereldoorlog dateerden, hoewel het schip ook de nieuwere Mark 24 Tigerfish aan boord had. De aanval op de Belgrano kostte 323 mensen het leven. De gehele Argentijnse vloot werd als gevolg van deze actie naar haar havens teruggeroepen, waardoor ze geen gevaar meer vormde voor de Britse vloot. De Belgrano is het enige schip dat door een vijandelijke actie van een nucleair aangedreven onderzeeboot tot zinken is gebracht. Er was en is nog steeds controverse rond de aanval op de Belgrano omdat deze zich tijdens de aanval buiten de zogenaamde 'war exclusion zone' bevond en haar vaarrichting van de eilanden af was. In 1994 erkende de Argentijnse regering, dat het tot zinken brengen van de Belgrano een legitieme oorlogsdaad was.

## HMS Sheffield
HMS Sheffield werd twee dagen na het zinken van de Belgrano midscheeps getroffen door een Exocetraket, die Argentinië van Frankrijk had gekocht. Deze werd vanaf een Argentijns Dassault Super-Étendard vliegtuig vanaf 32 tot 45 km afstand gelanceerd. Na het zinken van de Sheffield, trokken de grootste schepen van de Britse vloot (de vliegdekschepen HMS Invincible en HMS Hermes) zich terug tot buiten het bereik van de Argentijnse vliegtuigen. Alleen de fregatten waarmee de Argentijnse posities op de eilanden werden beschoten en troepentransportschepen waren zo nog doelwit van de vrijwel dagelijkse aanvallen door de Argentijnse luchtmacht. Zo werden ook de transportschepen RFA Sir Galahad, met aan boord eenheden van de Welsh Guards getroffen met 48 doden tot gevolg. Ook de Atlantic Conveyor, met 6 helikopters aan boord, werd getroffen met 12 doden als gevolg. Door het verloren gaan van de helikopters moesten Britse soldaten te voet optrekken naar Stanley. Dit staat bekend als yomping.

## Verloop van de oorlog
De Britten confronteerden de Argentijnen op het hoofdeiland en behaalden een overwinning tijdens de slag bij Goose Green op 28 en 29 mei, waarna ze een doorbraak konden forceren. Intussen werd de Britse zeemacht onder vuur genomen door de Argentijnse luchtmacht.
Op 11 juni begonnen de Britten een grootschalige aanval op Stanley. Op 14 juni werd een staakt-het-vuren afgekondigd en gaf het Argentijnse garnizoen in Stanley zich over en was de oorlog ten einde.

## Gevolgen
Deze voor Argentinië slecht verlopen oorlog luidde het einde van de junta in. In het Verenigd Koninkrijk nam door de overwinning de steun voor de regering van Margaret Thatcher toe. De eilanden worden sinds de herovering weer bestuurd door het Verenigd Koninkrijk, maar nog steeds opgeëist door Argentinië.

## Trivia
- Na afloop liet de Argentijnse dichter Jorge Luis Borges zich ontvallen dat het "een oorlog was tussen twee kaalkoppen om een kam".[4]
- De Britse rockband Dire Straits schreef naar aanleiding van deze oorlog het lied 'Brothers in Arms'. Het lied verscheen voor het eerst in 1985 op het gelijknamige album Brothers in Arms.
- De Britse rockband Pink Floyd was op het album The Final Cut uit 1983 kritisch over de Falklandoorlog. Het nummer 'Southampton Doc' omschrijft het vertrek van the boys op weg naar de nieuwe oorlog.
- Elvis Costello en Clive Langer schreven het nummer "Shipbuilding" voor Robert Wyatt. Dit nummer beschrijft de ironie van de gezonken schepen en bemanningen en de nieuwe werkgelegenheid in de scheepsbouw in barre economische tijden door die gezonken schepen.
- De Nederlandse reggaegroep What Fun! bracht in 1983 het nummer "The Right Side Won" uit, dat gaat over de onzin van oorlog voeren en was een reactie op de Falklandoorlog. In het Verenigd Koninkrijk kwam de single ook uit maar kreeg het geen airplay vanwege de kritiek op de Britse positie in het conflict.